# Vasco Vascotto
Vasco Vascotto (Muggia, 10 ottobre 1969) è un velista italiano.

## Carriera
Inizia la sua carriera giovanissimo e vince numerosissimi titoli nazionali e internazionali in diverse classi velistiche: 28 mondiali, 25 titoli italiani e 15 europei. In particolare è stato campione del mondo anche nelle classi Tp52, J/24, Farr 40, Melges 32, Maxi e ORC 670.
Ha conquistato 5 volte il Giro d'Italia a vela, l'Admiral's Cup del 1999, due bronzi ai Campionati Mondiali Isaf e tre Medcup. È stato insignito di 8 medaglie al valore sportivo.
Partecipa alla Louis Vuitton Cup 2007 con l'equipaggio di Mascalzone Latino, di cui è skipper e tattico. È la sua prima partecipazione all'anticamera della Coppa America: nel 2002 era nel team di Mascalzone Latino, ma abbandonò il gruppo prima dell'inizio delle regate.